# Републички јавни правобранилац
Републички јавни правобранилац је био државни службеник на положају тј. функционер, старешина Републичког јавног правобранилаштва, државног органа који је обављао послове правне заштите имовинских права и интереса Републике Србије на основу Закона о јавном правобранилаштву из 1991. године.
Функционер са истим називом постојао је у Републици Србији, односно претходно у Социјалистичкој Републици Србији и Народној Републици Србији, и на основу ранијих закона, непрекидно од 1952. године. И још раније, у Кнежевини и Краљевини Србији, постојао је такав функционер од 1845. године, под називом државни правобранилац, те и у Краљевини Југославији, под називом врховни државни правобранилац.
Републичког јавног правобраниоца постављала је Влада Републике Србије на четири године и могао је бити поново постављен. За свој рад и рад Републичког јавног правобранилаштва одговарао је Влади.
У Републичком јавном правобранилаштву постојала је и још једна врста функционера, заменик републичког јавног правобраниоца. Та функција је уведена Основним законом о јавном правобранилаштву из 1965. године. Заменик републичког јавног правобраниоца могао је предузети сваку радњу из надлежности Републичког јавног правобранилаштва под истим условима као и републички јавни правобранилац. Заменика републичког јавног правобраниоца такође га је постављала Влада, али је своје послове обављао као сталну дужност (без временског ограничења трајања мандата).
Законом о правобранилаштву из 2014. године дотадашње Републичко јавно правобранилаштво замењено је Државним правобранилаштвом, те је и функција републичког јавног правобраниоца замењена функцијом државног правобраниоца.

## Републички јавни правобраниоци
| Редослед | Републички јавни правобранилац | Републички јавни правобранилац | Републички јавни правобранилац | Година рођења | Почетак мандата    | Крај мандата       | Напомене |
| -------- | ------------------------------ | ------------------------------ | ------------------------------ | ------------- | ------------------ | ------------------ | --- |
|          | Томислав Штављанин             | Томислав Штављанин             |                                | 1931-2015     | 1. јануар 1992.    | 31. децембар 2000. | |
|          | Новица Цветковић               | Новица Цветковић               |                                | 1940-2014     | 31. децембар 2000. | 22. новембар 2001. | вршилац дужности |
|          | Сеад Спаховић                  | Сеад Спаховић                  |                                | 1957          | 22. новембар 2001. | 9. јун 2005.       | |
|          | Милан Марковић                 | Милан Б. Марковић              |                                | 1967          | 9. јун 2005.       | 30. април 2010.    | до 17. јуна 2005. као вршилац дужности |
|          | Оља Јовичић                    | Оља Јовичић                    |                                | 1969          | 30. април 2010.    | 14. октобар 2013.  | до 19. маја 2010. као вршилац дужности |
|          | Сњежана Продановић             | Сњежана Продановић             |                                | 1963          | 14. октобар 2013.  | 30. мај 2014.      | од 31. маја 2014. као републички јавни правобранилац наставила да руководи Државним правобранилаштвом до 5. септембра 2014. када је постављена на положај државног правобраниоца |